# Compañía Digital de Televisión
Compañía Digital de Televisión es una empresa panameña de medios de comunicación, creada en 2012. Se especializa en la producción y emisión de diversos canales de Televisión abierta.

## Historia
En 2012, un grupo de empresarios conforman una sociedad anónima para crear una nueva empresa de medios, la cual llevaría por nombre "Compañía Digital de Televisión". Posteriormente adquieren RCM Canal 21, Mix TV y Mas 23.
Con esto se decidió cerrar las transmisiones de RCM y fundar un nuevo canal. Igualmente se cierran las operaciones de Mix TV y la señal dejaría de emitir por un tiempo. Siendo así Mas 23 el único canal de los adquiridos que se mantendría operando con su formato original.
El 31 de octubre de 2012, inicia transmisiones el nuevo canal NEXtv, el cual se muestra con una imagen fresca y renovada para la teleaudiencia. Emitiendo una programación enfocada en el entretenimiento, noticias, novelas y más.
Luego de mudar las operaciones de Mas 23 a las instalaciones de la empresa, este continúa sus transmisiones de forma regular con nuevos programas de entretenimiento y vídeos musicales.
Tiempo después se lanzaría NEXtv Sports en el canal 33 (antes Mix TV), sin embargo, este canal sería insostenible debido a la poca capacidad de adquirir contenidos deportivos. La señal pasaría a ser una repetidora de los contenidos de NEXtv pero en diferentes horarios.
En el 2016, la empresa inicia un proceso de cambios en NEXtv. Por lo tanto, incursionan en la creación de nuevos programas, y se renueva la imagen del canal, con la modificación del nombre a simplemente Nex.
Por otro lado, en 2017 se renueva la imagen de Mas 23. Dejando de lado los programas de entretenimiento y dedicándose por completo a la emisión de vídeos musicales.
En octubre de 2018, se lanza Viva (canal 33). Un canal que emitió programas de diversas creencias religiosas, contenidos familiares y vídeos de música cristiana, entre otros.
En 2020, se dieron importantes cambios en la programación de Nex, dejando de producir varios programas propios y rellenando la parrilla con programas extranjeros. También incursionaron en la transmisión de eventos deportivos internacionales.
Durante el 2021, se realizó la última actualización a la línea gráfica de Nex y debido a la gran cantidad de eventos deportivos que poseían se optó por utilizar la señal de Viva para algunas transmisiones ocasionalmente.
A inicios del 2025 alquilan el Canal 33 y se empieza a emitir la señal de RT en Español. Esta decisión obedecería a una estrategia de la empresa para levantar sus ingresos. Actualmente solo operan los canales Nex y Mas 23.

## Medios de comunicación

### Canales de televisión abierta[2]
| Nombre | Frecuencias                                     | Programación                                                             | Eslogán     | Lanzamiento             |
| ------ | ----------------------------------------------- | ------------------------------------------------------------------------ | ----------- | ----------------------- |
| Nex    | Canal 21 (UHF y Cableoperadores) Canal 49 (TDT) | Generalista: Noticias, deportes, entretenimiento, novelas, series y más. | Somos todos | 31 de octubre de 2012   |
| Mas 23 | Canal 23 (UHF y Cableoperadores) Canal 50 (TDT) | Videos musicales                                                         | Es como tú  | 23 de noviembre de 2003 |

## Alianzas / Proveedores

### Nacionales
- Editorial EPASA: Intercambio de Información y Contenido para ambos medios.
- Radio KW Continente: Intercambio de Información para los noticieros y programas de ambos medios.

### Internacionales
- DW Español: Programas y noticieros de esta cadena son transmitidos por Nex.
- Multimedios: Programas de esta cadena son transmitidos por Nex.
- Classic Media Films China Latina: Series de esta productora son transmitidos por Nex.
- RCTV International: Novelas de esta productora son transmitidas por Nex.
- RPTV: Programas de esta productora son transmitidos por Nex.
- Fundación Japón: Programas y series animadas de este país son emitidos por Nex.
- Mediapro: Proveedor de señal para transmisiones deportivas de Nex.